# Ganxsta Zolee
Ganxsta Zolee właśc. Zoltán Zana (ur. 7 stycznia 1966 w Budapeszcie) – węgierski raper.

## Życiorys
Urodził się 7 stycznia 1966 w Budapeszcie jako syn aktora Józsefa Zany i aktorki Ilony Kassai. W 1988 rozpoczął grę w zespołach, a zawodowym muzykiem został w 1990 roku jako perkusista w zespole Sex Action. W 1994 roku założył gangstarapową grupę Ganxsta Zolee és a Kartel. Pierwszy album tej grupy nie był popularny, ale drugi, wydany w 1997 roku Jégre teszlek sprzedał się w 25 000 kopii. Album z 1999 roku, Helldorádó, sprzedał się natomiast w 50 000 kopii i uzyskał status platynowej płyty. Od 2006 roku Zana jest perkusistą w zespole Fuck Off System.

## Dyskografia

### Dance
- Love Commando (1989)

### Sex Action
- Sex Action (1991)
- Olcsó élvezet (1992)
- Mocskos élet (1993)
- Összeomlás (1994)
- Terror (1995)
- Sexaction (1997)
- Jöhet bármi (2005)

### Ganxsta Zolee és a Kartel
- Egyenesen a gettóból (1995)
- Jégre teszlek (1997)
- Helldorádó (1999)
- Rosszfiúk (2000)
- Pokoli lecke (2001)
- Gyilkosság Rt. (2002)
- Greatest Shit (2003)
- Szabad a gazda (2004)
- Jubileumi album (2005)
- Isten, Család, Sör (2007)
- Amikor már azt hitted, hogy vége (2009)
- Hatalmat a népnek! (2012)